# Benjamin Čolić
Benjamin Čolić [benjamin čolič] (* 23. července 1991 Sarajevo, Jugoslávie) je bosenský fotbalový obránce, od roku 2024 hráč klubu FK Romanija Pale. Hraje zejména na pravé straně obrany.

## Klubová kariéra
Benjamin Čolić začínal s kopanou na profesionální úrovni v roce 2009 v bosenském klubu FK Željezničar Sarajevo, se kterým vyhrál tři ligové tituly a dvě prvenství v bosenském poháru.
V létě 2015 přestoupil do týmu NK Čelik Zenica, kde působil do ledna 2016. Poté hrál rok za HŠK Zrinjski Mostar, s nímž také slavil zisk ligového titulu v sezóně 2015/16. Jaro roku 2017 strávil v klubu FK Olimpik Sarajevo.
V červenci 2017 posílil posílil po úspěšných testech český prvoligový klub MFK Karviná, kde podepsal smlouvu na dva roky. V roce 2020 přestoupil do SK Dynamo České Budějovice. Po třech letech se vrátil do rodné Bosny, a to do klubu FK Tuzla city. V roce 2024 se vrátil do Česka a to do druhé nejvyšší soutěže, kde hraje za tým MFK Chrudim.
Ve stejném roce se vrátil do Bosny, kde začal hrát za FK Romanija Pale.

## Reprezentační kariéra
Benjamin Čolić reprezentoval Bosnu a Hercegovinu v mládežnických kategoriích U19 a U21.